# Сутоки (Кесовогорский район)
Сутоки (карел. Sutokka) — деревня в Кесовогорском районе Тверской области, входит в состав Стрелихинского сельского поселения. 

## Географическое положение
Деревня расположена на берегу реки Бережайка в 23 км на юго-запад от райцентра посёлка Кесова Гора.

## История
В конце XIX — начале XX века деревня являлась центром Радуховской волости Бежецкого уезда Тверской губернии. В 1887 году в деревне было 26 дворов.
С 1929 года деревня являлась центром Сутокского сельсовета Бежецкого района Бежецкого округа Московской области, с 1935 года — в составе Калининской области, с 1954 года — в составе Борисовского сельсовета, с 2005 года — в составе Стрелихинского сельского поселения.

## Население
| 1859 | 1887 | 2010 |
| ---- | ---- | ---- |
| 152  | ↘110 | ↘1   |